# Pal·las dominant el Centaure
Pal·las i el Centaure, també coneguda com a Pal·las dominant el Centaure, es una pintura del pintor renaixentista italià, Sandro Botticelli, c. 1482. Actualment es troba a la Galleria degli Uffici a Florència. S'ha proposat com a peça que acompanya la seva Primavera, tot i que és un format diferent. El mitjà utilitzat va ser la pintura amb tremp d'ou (tempera) sobre tela, i la seva mida és de 207 × 148 cm. La pintura s'ha retocat en molts llocs, i aquests retocs s'han anat esvaïnt.
Les figures de mida natural són de mitologia clàssica i probablement formen una al·legoria. Hi ha un centaure a l'esquerra, i una figura femenina que aguanta un alabarda molt elaborada i pesada a la dreta. Està agafant el cabell del centaure, i sembla sotmès a ella. La figura femenina es deia Camil·la en el primer registre de la pintura, en un inventari de 1499. Però en un inventari posterior, de 1516, es diu Minerva, l'equivalent Romà de Pal·las Atena, que seguí sent la seva identificació habitual fins a l'actualitat.
Camil·la era una figura de la mitologia específicament romana, no només ideada per Virgili per a l'Eneida. Va ser un princesa criada al bosc pel seu pare, el rei exiliat Metabus, per ser un guerrera caçadora i verge, per qui sotmetre a un centaure podria considerar-se com la feina d'un dia. Pal·las/Minerva, per contrast, era una deïtat important, deessa de la saviesa, comerç i altres virtuts. Els centaures s'associaven amb la passió, la luxúria i la sensualitat incontrolades. Part del significat de la pintura seria doncs la submissió de la passió a la raó. No obstant, s'han proposat diversos significats personals, polítics i filosòfics, mes específics al llarg d'aquestes línies generals.
La tela fina del vestit de Pal·las esta decorada amb les tres anells, insígnies de la família Medici, confirmant que la pintura va ser feta per encàrrec seu. Porta branques de llorer, entrellaçades al voltant dels braços, i el pit amb una corona. Uns elements que eren sovint una al·lusió a Llorenç el Magnífic (Lorenzo de Medici). A la seva esquena, trobem un escut, i unes porta sandàlies de pell als seus peus. L'alabarda, especialment tant gran i elaborada, era una arma portada pels guàrdies més que en el camp de batalla. El centaure aparentment va estat arrestat mentre es preparava per disparar amb el seu arc.

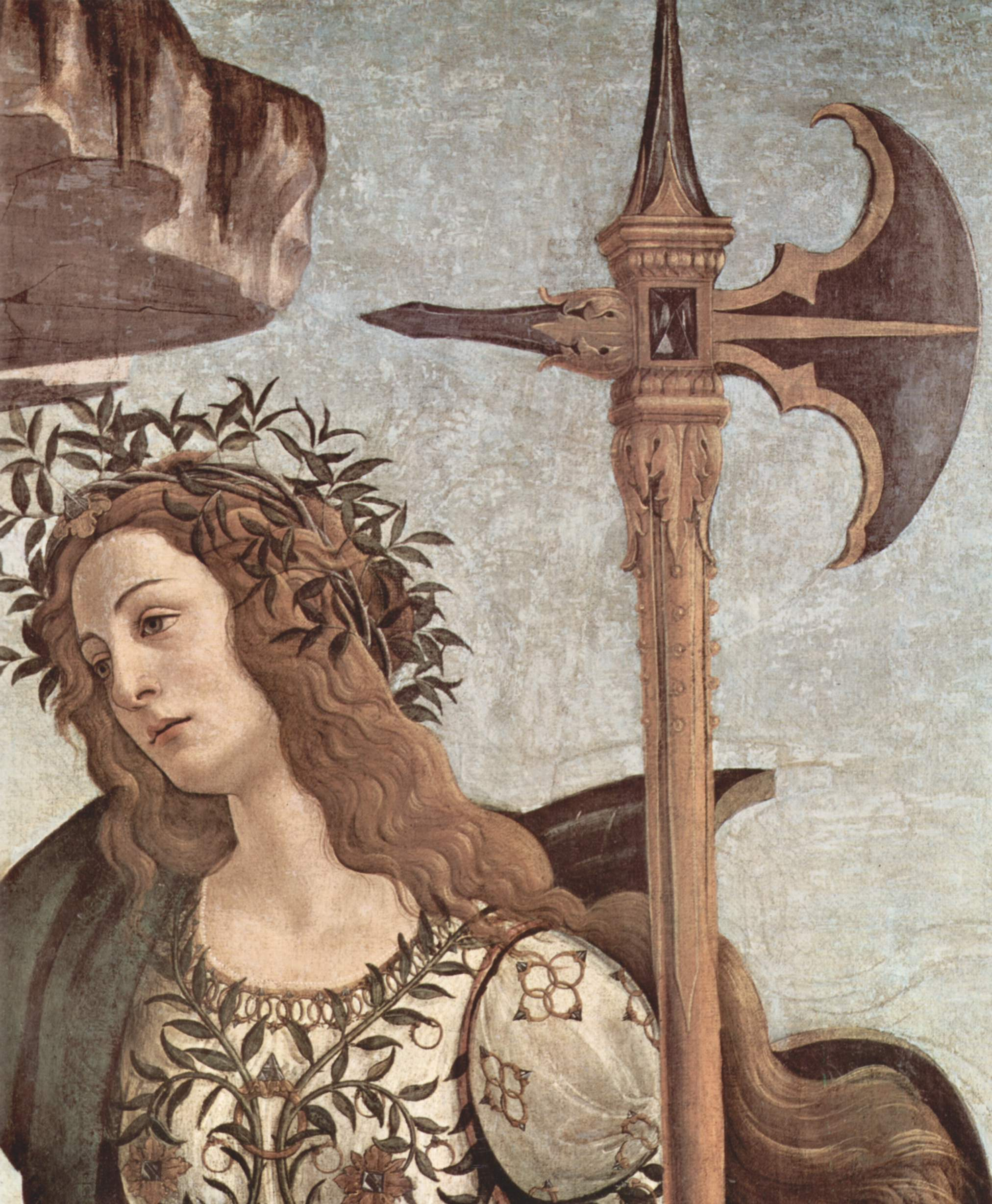
Detall de l'alberda i la cara de Pal·las.

## Història
La pintura sol datar-se aproximadament entre 1482 a 1483, per motius estilístics, poc després que Botticelli retornés de Roma, on havia estat per a formar part del projecte de pintar la Capella Sixtina. Les característiques del centaure són pròximes a les de Moisès, en un dels seus frescos que l'autor va pintar en aquella ciutat. Aquesta tela, sovint es relaciona amb el casament el 1482 de Lorenzo di Pierfrancesco de' Medici amb Semiramide Appiano, potser com un regal de casament de Llorenç el Magnífic.
Donat el distintiu dels Medici en el vestit de Pallas, va ser encarregat per la família Medici, com eren moltes de les pintures de Botticelli, i va passar als Uffizi amb bona part de la seva col·lecció. El 1499, en un inventari el col·loca a la mateixa habitació de la Primavera, al palau de ciutat de Florència, propietat de Llorenç die Pierfrancesco de Mèdici i al seu germà Giovanni "Il Popolano". Eren els cosins de Llorenç el Magnífic, governador de facto de Florència, després d'una mort ràpida. A finals del segle xvi va penjar-se al Palazzo Vecchio. El 1638 es trobava a la Vil·la di Castello, mentre que la Primavera, es localitzaria al Palau Pitti, aproximadament sobre el1830, moment en què Botticelli no estava de moda i era considerat un pintor de valor històric.
La pintura va ser poc coneguda fins que es va estudiar el 1895 en una de les habitacions del Palau Pitti per l'artista anglès que vivia a Florència, William Blundell Spence. La pintura es va portar a la Galeria degli Uffici el 1922. Potser va estar transferida de plafó al llenç.
L'any 2015, aquesta pintura, entre altres de Botticelli, van ser a una exposició que va obrir a Berlin prèvia la seva exhibició a Londres. Es van exposar les obres de Botticelli, i les interpretacions d'altres artistes de les seves pintures com el seu El Naixement de Venus.

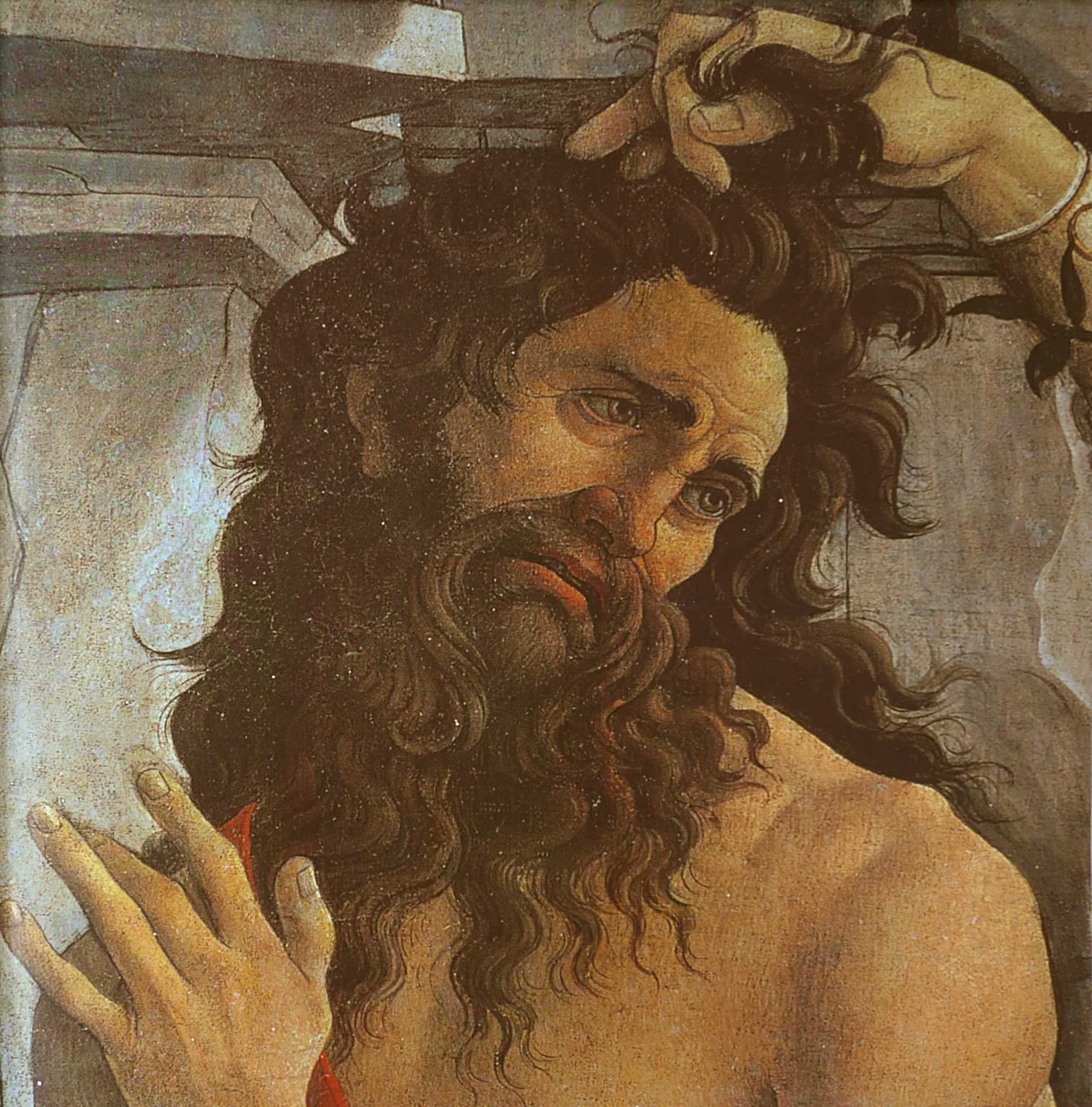
Detall de l'expressió del centaure

Una novel·la escrita per Linda Proud, descriu aquesta pintura de Botticelli, i les seves interpretacions possibles. També hi ha hagut moltes referències a la cultura pop en algunes de les seves pintures, incloent-hi un vestit usat per Lady Gaga que mostrava el Naixement de Venus de Botticelli.

## Interpretacions
Si l'objectiu fou celebrar les noces del casament del cosí de Llorenç el Magnífic, les dues figures poden representar la parella, a banda de qualssevol altra interpretació. Les terres del pare de la núvia, senyor de Piombino, a la costa Ligúria, i l'illa d'Elba al seu costat, podrien considerar-se com a part de la caça de Camilla. Una possible interpretació de la pintura és que Llorenç el Magnífic, si fos el comissari principal d'aquesta obra, esta representat per Pal·las, mentre està superant la cobdícia que l'envolta – representat pel centaure – quan va realitzar un atrevit viatge a Nàpols per revertir les aliances i acabar amb la Conspiració dels Pazzi. Les boles en l'escut del vestit del Medici es pot identificar amb Pal·la. Els seus seguidors eren a vegades conegut com a palleschi, la qual cosa afegeix certesa a les interpretacions polítiques.
Pal·las es una figura de la raó, que controla la bèstia, representada pel centaure, de la nostra naturalesa, a través del cabell i sense por. Això s'ha relacionat amb la teoria de l'inconscient de Sigmund Freud, i també amb la idea de l'anima humana del neoplatonisme renaixentista Marsilio Ficin, com a part animal i part humana. També s'ha interpretat com una al·legoria a la pau després de les guerres Pazzi.
La idea de Botticelli per la pintura, podria haver vingut d'una imatge de la Cronografia del 354, un calendari Romà de Furius Dionysius Filocalus, secretari del Papa Damià I. El calendari mostra a una guerrera femenina amb una llança i un escut, que sostenia el pèl d'una figura masculina amb un arc i fletxes als seus peus. L'home és més petit que la dona, i es veu com si estes tractant d'escapolir-se d'ella. Les dues obres són molt similars. i és possible que Botticelli aconseguís la seva idea per la seva pintura a partir d'aquesta imatge, havent-ne vist una còpia prèviament.

## Dibuixos
Hi ha tres dibuixos de Botticelli amb l'estil de Pal·las, que possiblement poguessin ser idees inicials per la pintura. Cap d'elles és molt semblant a la figura final, per la qual cosa semblen ser estudis d'una figura única. En les dues porta una branca d'olivera i aguanta un casc. Es troben en els Uffizi, l'Ashmolean Museu a Oxford, i la Pinacoteca Ambrosiana a Milà.